# Drosophila parvula
Drosophila parvula är en tvåvingeart som beskrevs av Bock och Wheeler 1972. Drosophila parvula ingår i släktet Drosophila och familjen daggflugor.
Artens utbredningsområde är Sydostasien.